# Université d'Innsbruck
L'université d'Innsbruck, fondée en 1669 (en allemand, Leopold-Franzens-Universität Innsbruck) est une université autrichienne située à Innsbruck. Elle est l'université régionale et historique non seulement des régions autrichiennes du Vorarlberg et Tyrol, mais aussi du Südtirol, du Liechtenstein et du Luxembourg. Ses deux fondateurs, les empereurs Léopold Ier et François Ier/II, lui donnèrent son nom.

## Histoire
Issue du Gymnasium des jésuites (Akademisches Gymnasium Innsbruck), fondée en 1562, l'université fut fondée le 15 octobre 1669 par l'empereur Ferdinand Ier avec quatre facultés. Son financement se fit par les gains de la saline de Hall in Tirol.
Néanmoins, l'université fit réduite à un Lyzeum en 1783 et attendit jusqu'en 1826 pour être refondée par l'empereur François Ier. En honneur de ses deux fondateurs, l'université porte aujourd'hui le nom de Leopold-Franzens-Universität Innsbruck.
En mars 1941, l'université fut déclaré Deutsche Reichsuniversität, ce qui signifiait une influence directe du gouvernement du Troisième Reich. Aussi son nom fut changé en Deutsche Alpenuniversität. Comme dans toutes les autres université, des professeurs et étudiants furent évincés, voire déportés dans des camps de concentration nazis.

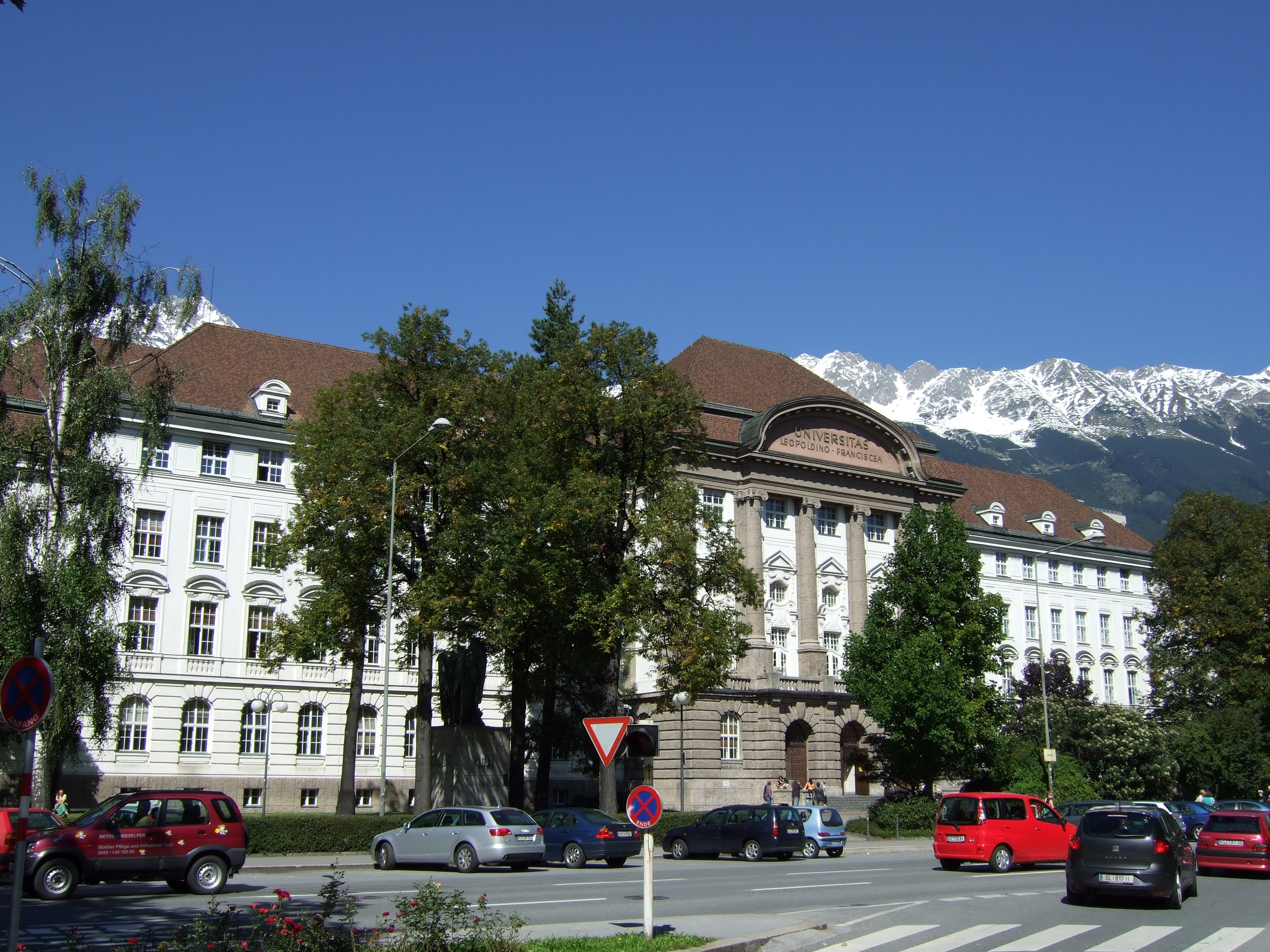
Complexe principal de l'université d'Innsbruck

## Départements
La nouvelle organisation entrée en vigueur le 1er octobre 2004 réorganise les 6 départements en 15 facultés :
- Théologie catholique,
- Droit,
- Économie de l'entreprise,
- Sciences politiques et sociologie,
- Sciences économiques et statistiques,
- Sciences de l'éducation, de la communication en entreprise et de la psychothérapie,
- Philosophie et histoire,
- Philologie, culture,
- Biologie
- Chimie et pharmacie,
- Géographie et sciences de l'atmosphère,
- Mathématique, informatique et physique,
- Psychologie et sciences sportives,
- Architecture,
- Sciences de l'ingénieur.

La faculté de médecine devint alors indépendante comme université de médecine d'Innsbruck.

## Bâtiments
Les bâtiments de l'université n'étant pas regroupés sur un campus, on peut les retrouver dans plusieurs quartiers de la ville.

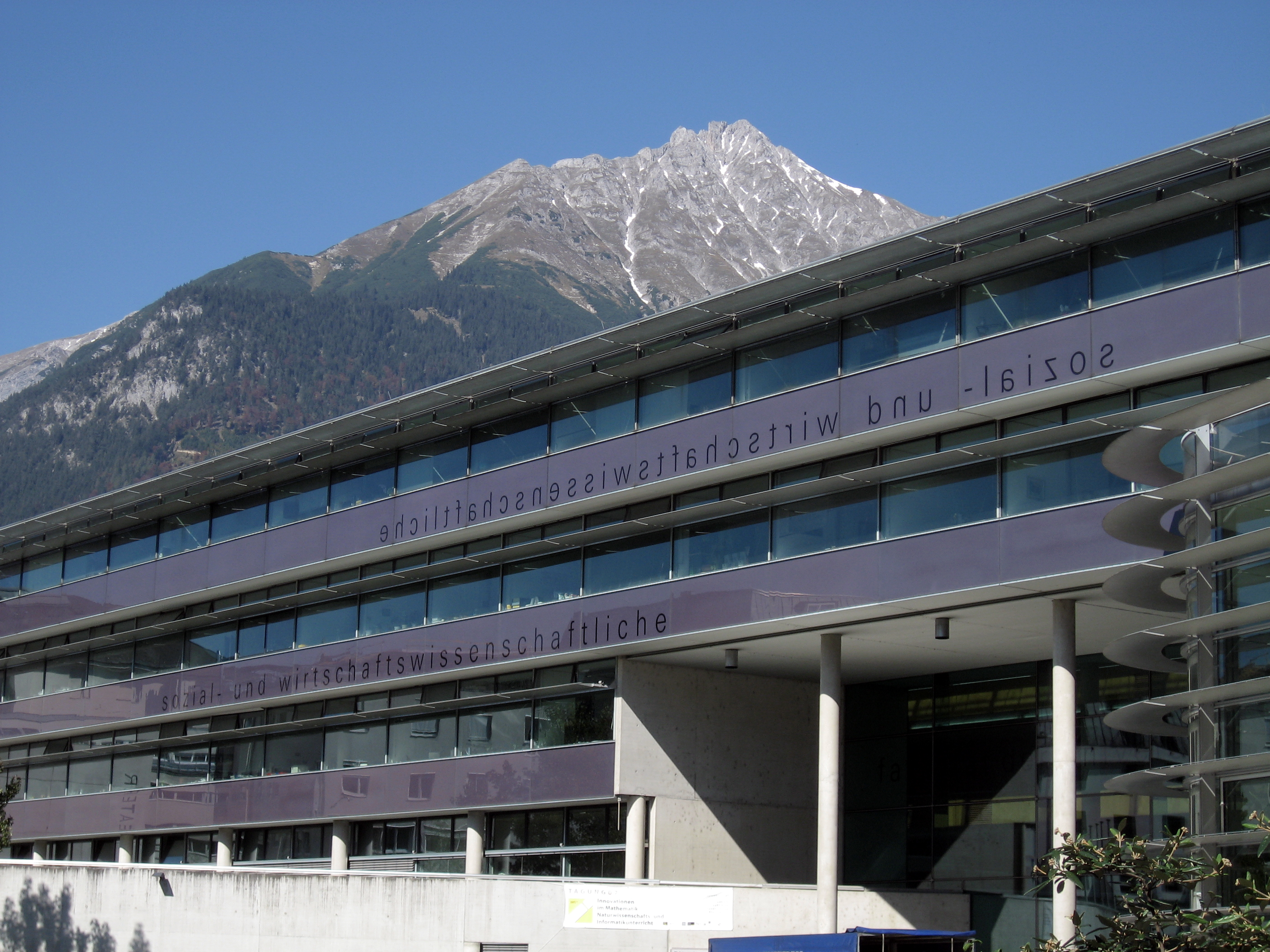
Complexe des sciences sociales et économiques devant la Nordkette

- La faculté de théologie catholique se trouve aujourd'hui dans l'immeuble de l'ancienne école jésuite, à côté de l'église des Jésuites, datant de 1724.
- Le complexe principal, abritant le rectorat, la faculté de droit et la bibliothèque universitaire fut inauguré en 1924.
- En 1969 fut ouvert le complexe des facultés d'architecture, d'ingénierie et des sciences naturelles, en proximité de l'aéroport, dans l'Ouest de la ville.
- Les tours de la faculté des sciences sociales furent rajoutées en proximité du complexe principal en 1981.
- En 1997 fut ouvert le nouveau complexe des sciences sociales et économiques, regroupant les facultés de sciences politiques et de sociologie, de sciences économiques et de statistique et d'économie de l'entreprise.